# St.-Georgs-Kirche (Daubitz)

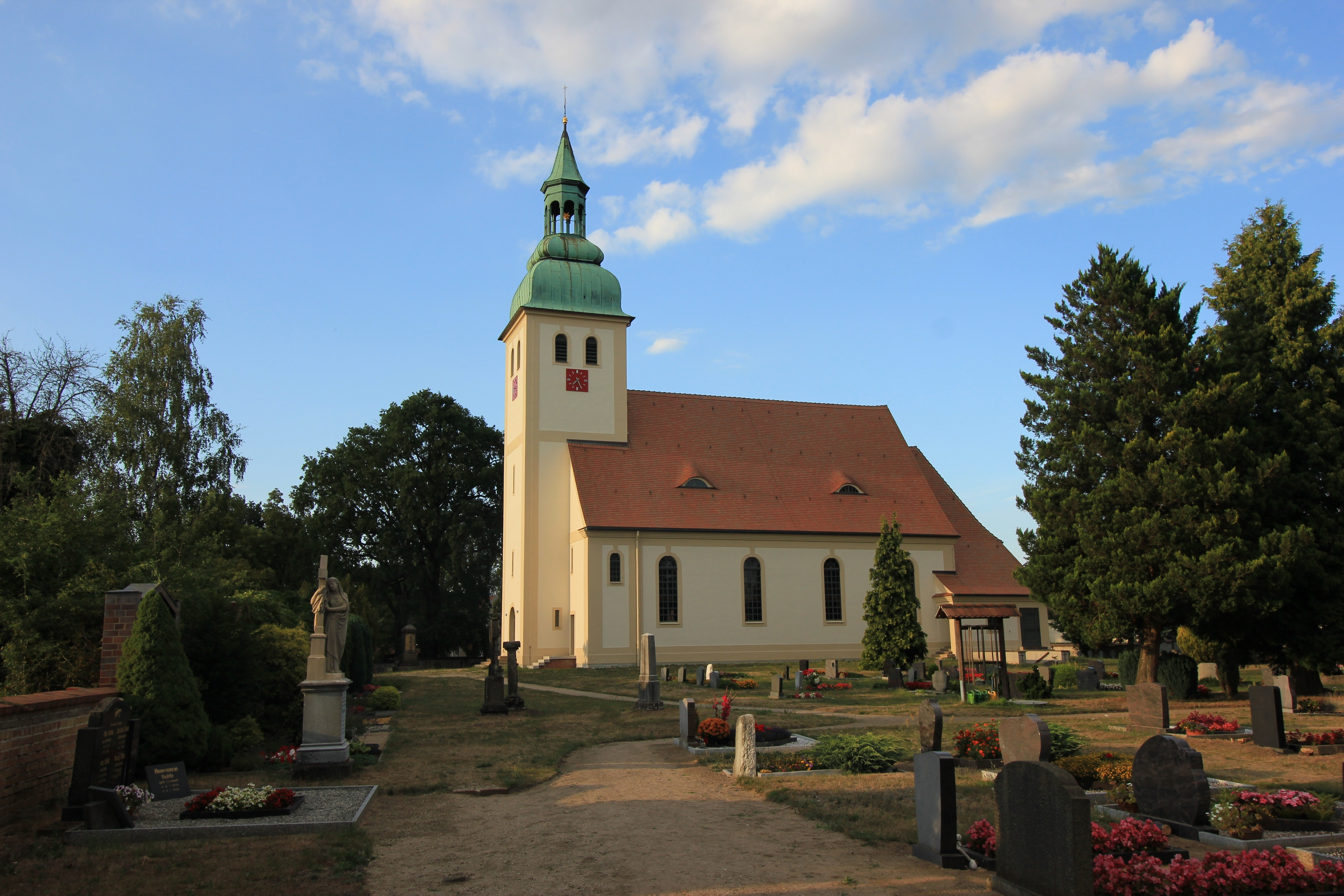
St.-Georgs-Kirche Daubitz (2018)

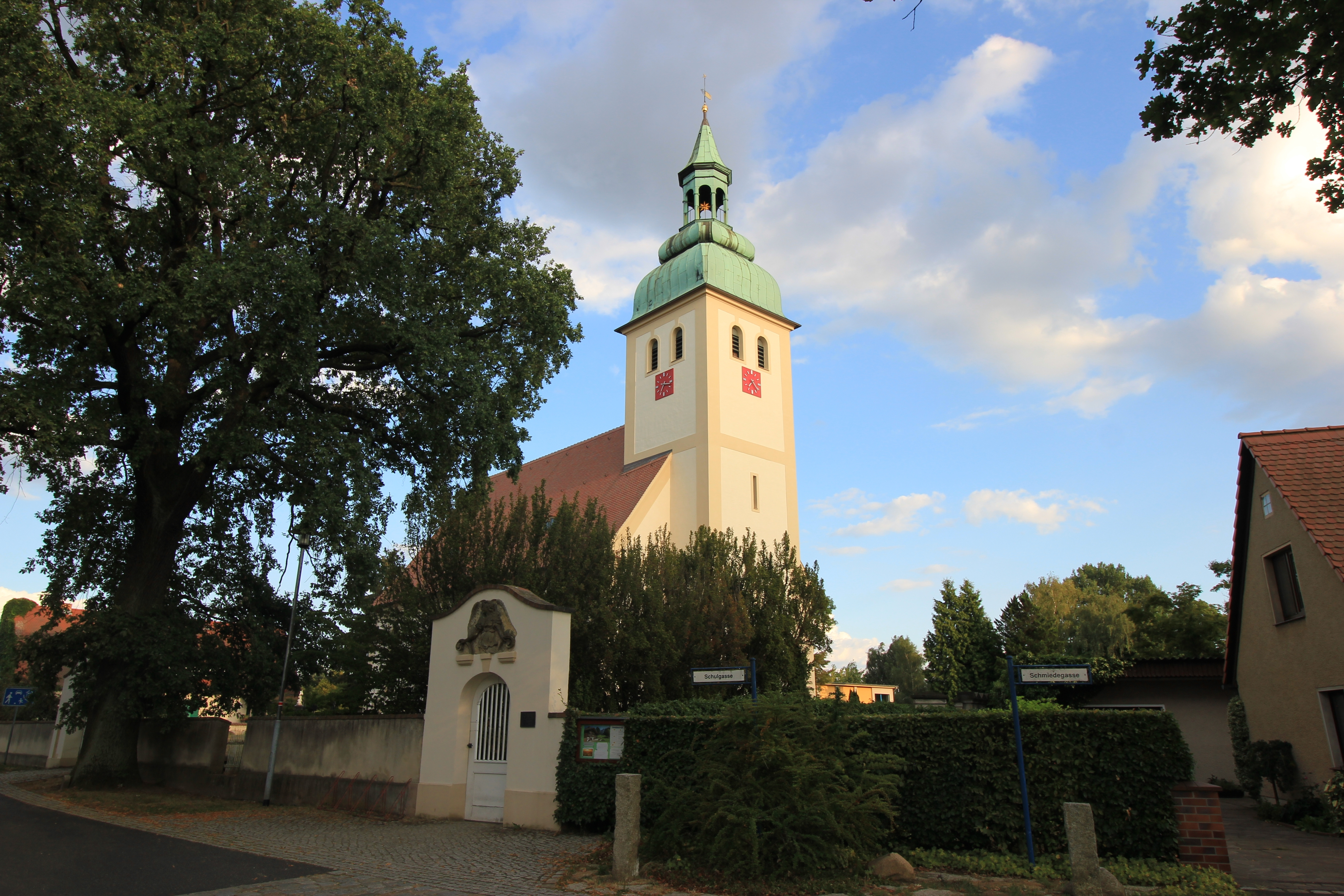
Turm und Umfassungsmauer mit Kirchhofsportal (2018)

Die St.-Georgs-Kirche ist eine nach dem heiligen Georg benannte Kirche in Daubitz, einem Ortsteil der Gemeinde Rietschen im Landkreis Görlitz in Sachsen. Das Kirchengebäude gehört der St. Georgskirchengemeinde Daubitz im Kirchenkreis Schlesische Oberlausitz, der Teil der Evangelischen Kirche Berlin-Brandenburg-schlesische Oberlausitz ist. Es steht aufgrund seiner bau- und ortsgeschichtlichen Bedeutung unter Denkmalschutz.

## Architektur und Geschichte
Die Daubitzer St.-Georgs-Kirche wurde zwischen 1914 und 1916 anstelle eines Vorgängerbaus aus dem Jahr 1651 errichtet. Die Baukosten beliefen sich nach Abschluss der Bauarbeiten auf 73.996 Mark. Der verputzte Saalbau hat einen eingezogenen Westturm mit Turmuhren an der Nord-, Süd- und Westseite und darüber paarweise angeordnete Schallöffnungen, abgeschlossen wird der Turm durch eine verkupferte Zwiebelhaube mit Laterne sowie einem kleinen achteckigen Spitzhelm. Das Kirchenschiff hat auf den Längsseiten vier große und auf Höhe des Turms ein kleines Rundbogenfenster. In das Satteldach aus Biberschwanzziegeln sind auf beiden Seiten zwei Fledermausgauben eingearbeitet. Über dem niedrigeren Altarraum ist das Dach abgewalmt. Südlich des Chors befinden sich die angebaute Sakristei sowie ein kleiner Geräteraum.

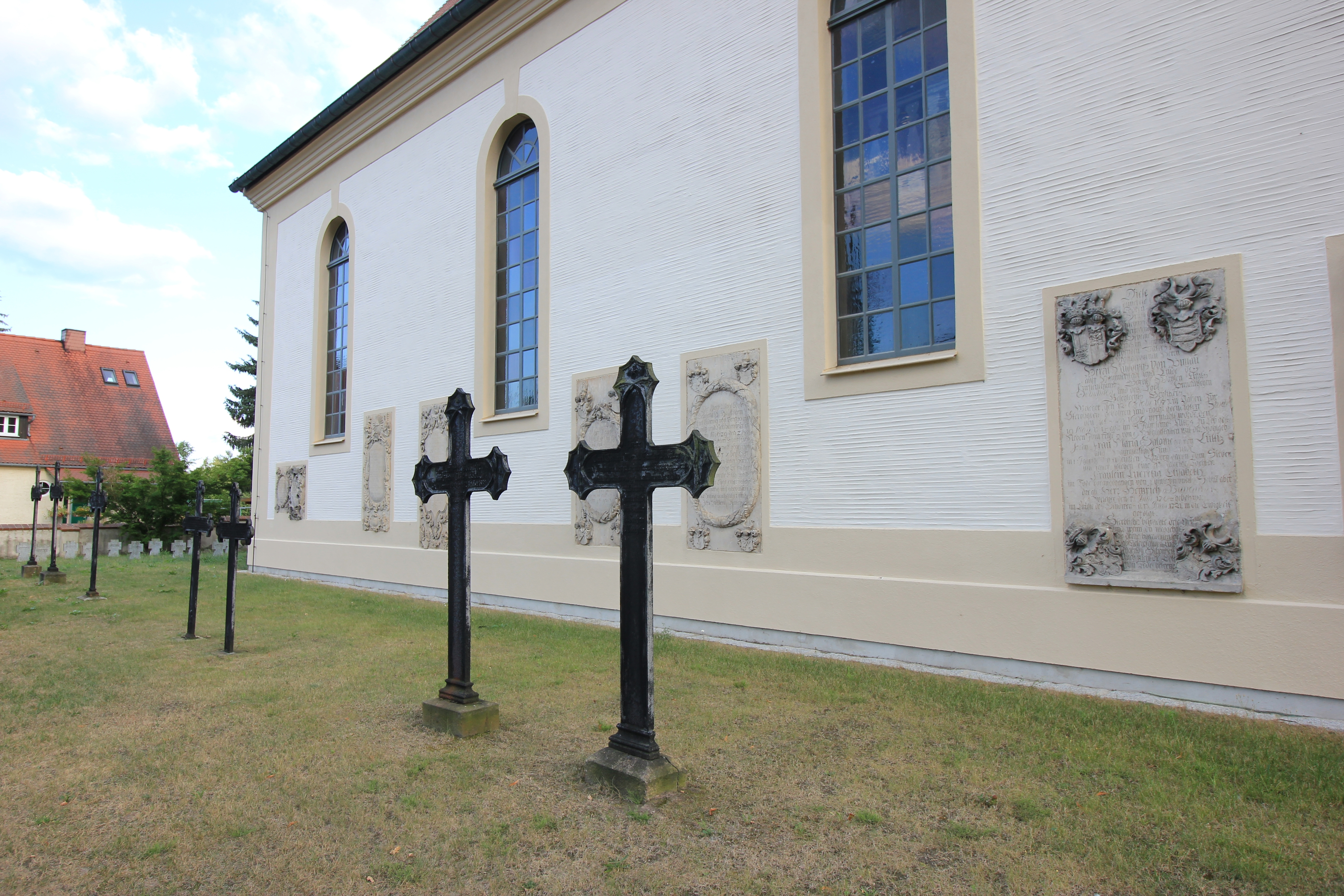
Grabsteine vor und an der Kirche (2018)

In der Nordwand der Kirche befinden sich 15 barocke Inschriftgrabsteine aus dem 17. und 18. Jahrhundert. Die den Kirchhof umgebende Mauer wurde bereits im Jahr 1707 errichtet. Nach 1918 wurde vor der Kirche ein Denkmal für die gefallenen Soldaten aus Daubitz während des Ersten Weltkrieges aufgestellt. Im Innenraum hat die Kirche eine Nord-, Süd- und Westempore. Die Fresken und die Malereien in den Brüstungsfeldern der Empore wurden von dem schlesischen Maler Joseph Langer geschaffen. Nach umfangreichen Umbauarbeiten, bei denen das Dach, die Fassade und die Fenster saniert wurden und bei denen die Kirche eine neue Turmspitze erhielt, wurde die St.-Georgs-Kirche am 29. Oktober 2016 mit einem Gottesdienst wieder eröffnet.

## Ausstattung
In der Daubitzer St.-Georgs-Kirche ist größtenteils die Ausstattung aus dem Vorgängerbau von 1651 erhalten. Aus dieser Zeit stammt auch das hölzerne Altarretabel aus der Epoche der Renaissance, das jedoch im Jahr 1912 umgefasst wurde. In der Predella befindet sich eine Abendmahlsgruppe und im Hauptfeld ein von Schnitzfiguren der Evangelisten flankiertes Kruzifix. Im Altarauszug ist eine Darstellung der Himmelfahrt abgebildet. Die hölzerne Kanzel mit polygonalem Kanzelkorb und Ecksäulchen wird auf das Jahr 1678 datiert. Weiterhin gehören ein Mitte des 17. Jahrhunderts angefertigtes sechseckiges Taufbecken aus Holz sowie ein schwebender Taufengel aus der ersten Hälfte des 18. Jahrhunderts zur Ausstattung der Kirche in Daubitz.
Die Orgel wurde während der Bauzeit der Daubitzer Kirche von der Schweidnitzer Orgelbaufirma Schlag & Söhne in einem großen barocken Orgelprospekt aus der Zeit um 1700 gebaut. Im Dezember 2008 erfolgte eine Instandsetzung des Instruments. Über der Empore befinden sich ein Epitaph für Adam Carl Ludwig von Pentzig sowie Epitaphgemälde für die Schwestern Eleonore Edmuth und Augustina von Ziegler und Klipphausen († 1740 und 1742). Ein weiteres Epitaph für Gotthard Rudolf von Nostitz ist mit kriegerischen Elementen gerahmt.

## Kirchengemeinde
Die sorbischsprachige Predigt in Daubitz wurde im Jahr 1857 eingestellt, da das Dorf zu dieser Zeit fast vollständig verdeutscht war. Die damals noch überwiegend sorbischsprachigen Dörfer Altliebel, Mocholz, Nappatsch, Viereichen und Zweibrücken wurden am 1. Januar 1858 von Daubitz in die sorbische Kirchengemeinde Reichwalde umgepfarrt. Danach waren neben dem Pfarrdorf Daubitz noch die Ortschaften Hammerstadt, Linda, Neuhammer, Neuliebel, Nieder Prauske, Rietschen, Teicha, Tränke, Walddorf und Werda nach Daubitz gepfarrt. Rietschen erhielt zeitgleich mit dem Neubau der Daubitzer Kirche ein eigenes Kirchengebäude und ist seitdem eine Filialkirche der Daubitzer Gemeinde.
Bis 1945 gehörte Daubitz zur Evangelischen Landeskirche der älteren Provinzen Preußens. Nach deren Zerfall kam die Kirchengemeinde zur Evangelischen Kirche in Schlesien, die später in Evangelische Kirche der schlesischen Oberlausitz umbenannt wurde. Dort war Daubitz Teil des Kirchenkreises Weißwasser. Am 1. Januar 2004 fusionierte die Evangelische Kirche der schlesischen Oberlausitz mit der Evangelischen Kirche in Berlin-Brandenburg zur Evangelischen Kirche Berlin-Brandenburg-schlesische Oberlausitz. Am 1. Januar 2007 fusionierte der Kirchenkreis Weißwasser mit den Kirchenkreisen Görlitz und Niesky zum Kirchenkreis Niederschlesische Oberlausitz. Dieser ging wiederum am 1. Januar 2014 im Kirchenkreis Schlesische Oberlausitz auf. Die St. Georgskirchengemeinde Daubitz ist mit den Kirchengemeinden Kosel und Hähnichen im Pfarrsprengel am Weißen Schöps zusammengeschlossen.